# Álvaro Ferreira Teixeira Carneiro de Vasconcelos Girão
Álvaro Ferreira Teixeira Carneiro de Vasconcelos Girão (Porto ou Sabrosa, Vilarinho de São Romão, 28 de Março de 1822 - Porto, 22 de Outubro de 1879), 2.º Visconde de Vilarinho de São Romão, foi um empresário agrícola e político português.

## Família
Filho de António Ferreira Carneiro de Vasconcelos, Senhor de Vínculos, da Honra do Paço de Avioso e dos Morgados do Carregal e das Taipas, no Porto, Coronel do Regimento de Milícias da Feira, etc., e de sua mulher e prima-sobrinha (Janeiro de 1812) Maria Aurélia Lobo Barbosa Teixeira Ferreira Girão ou Maria Aurélia Ferreira Teixeira Lobo Barbosa Girão (19 de Maio de 1787 - 6 de Setembro de 1835), irmã do 1.º Visconde de Vilarinho de São Romão. Foi irmão de Maria José Carneiro Ferreira Girão (29 de Dezembro de 1829 - 13 de Setembro de 1837), Maria Constança Carneiro Ferreira Girão (15 de Abril de 1821 - ?), casada primeira vez com António Felisberto da Silva e Cunha Leite Pereira, sem geração, e segunda vez com João Lobo Teixeira de Barros, sem geração, e de António Luís Ferreira Carneiro de Vasconcelos Teixeira Girão (13 de Julho de 1823 - Porto, 20 de Agosto de 1876).

## Biografia
Foi Sucessor das Casas de seu pai e de seu tio materno, Senhor da Honra do Paço de Avioso e dos Morgados do Carregal e das Taipas, no Porto, 8.º Senhor do Morgado de Vilarinho de São Romão, do Paço dos Ferreiras, do Morgado de Miranques, em Monção, etc., Par do Reino, por sucessão a seu tio o 1.º Visconde de Vilarinho de São Romão, etc.
O título de 2.º Visconde de Vilarinho de São Romão foi-lhe renovado, em sua vida por Decreto de D. Pedro V de Portugal de 15 de Dezembro de 1860. Armas: Girão; timbre: Girão; coroa de Visconde.

## Casamento e descendência[2][3]
Casou em 1851 com Júlia Clamouse Browne (? - Novembro de 1872), filha de Manuel Clamouse Browne, de ascendência Irlandesa e Francesa, Fidalgo Cavaleiro da Casa Real, Comendador da Ordem Militar de Cristo e da Ordem de Nossa Senhora da Conceição de Vila Viçosa, opulento Negociante de vinhos do Porto, e de sua mulher a escritora e poetisa Maria da Felicidade do Couto (Maria Browne), a qual tem Ruas com o seu nome em Carnide, Lisboa, e São Domingos de Rana, Cascais. Foram pais de: 
- Álvaro Ferreira Teixeira de Vasconcelos Girão, morreu menor
- Luís António Ferreira Teixeira de Vasconcelos Girão (14 de Agosto de 1859 - Porto, 9 de Fevereiro de 1923), 3.º Visconde de Vilarinho de São Romão
- Júlio Vítor Ferreira Carneiro de Vasconcelos Teixeira Girão (5 de Novembro de 1854 - Amares, Caldelas, Termas de Caldelas, 27 de Junho de 1904)
- António Ferreira Teixeira de Vasconcelos Girão (29 de Abril de 1858 - 24 de Fevereiro de 1912), solteiro e sem geração